# Bazzania integra
Bazzania integra là một loài rêu tản trong họ Lepidoziaceae. Loài này được (Nees & Mont.) Stephani miêu tả khoa học lần đầu tiên năm 1894.